# 파라과리

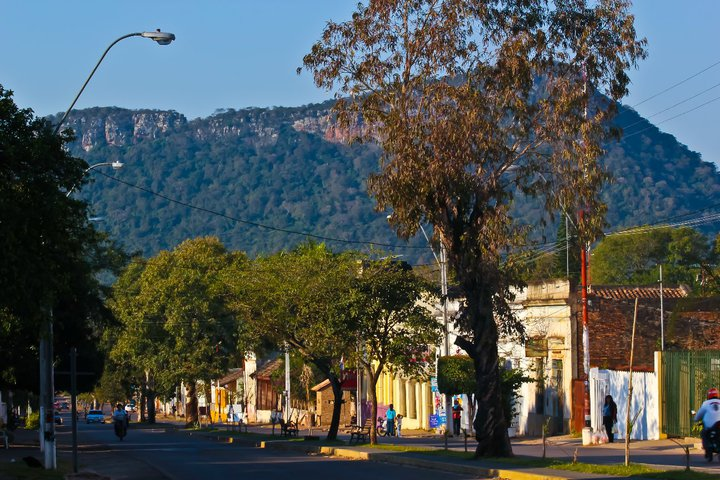
파라과리의 거리

파라과리(스페인어: Paraguarí)는 파라과이의 도시로 파라과리 주의 주도이며 면적은 273km2, 높이는 87m, 인구는 22,154명(2002년 기준)이다. 수도 아순시온에서 66km 정도 떨어진 곳에 위치한다.